# Lutraki-Aji Teodori
Lutraki-Aji Teodori (gr. Δήμος Λουτρακίου-Αγίων Θεοδώρων, Dimos Lutrakiu-Ajion Teodoron) – gmina w Grecji, w administracji zdecentralizowanej Peloponez, Grecja Zachodnia i Wyspy Jońskie, w regionie Peloponez, w jednostce regionalnej Koryntia. Siedzibą gminy jest Lutraki. W 2011 roku liczyła 21 221 mieszkańców. Powstała 1 stycznia 2011 roku w wyniku połączenia dotychczasowych gmin Lutraki-Perachora i Aji Teodori.

## MiastoLutraki
Lutraki liczące 16,5 tysiąca stałych mieszkańców, zbudowane na brzegu Zatoki Korynckiej i bezpośrednio oparte o górę Jerania – tę związaną z grecką legendą o potopie – jest jednym z najbardziej popularnych greckich kąpielisk i kurortów, z bardzo dobrze rozwiniętą bazą hotelarsko-gastronomiczną i z wysokiego standardu bazą terapeutyczną. Działa najbardziej w Grecji znane kasyno i jednocześnie zespół hotelarsko-konferencyjny, z własnym kąpieliskiem Casino Loutraki. Połączenie z Atenami zapewnione jest przez autostradę Olympia Odos, a następnie (od Elefsiny) przez trasę szybkiego ruchu, do centrum lub – także od wysokości Elefsiny – przez autostradę Attiki Odos, do dzielnic na Północ od centrum i na główne lotnisko pasażerskie. Kursują autobusy komunikacji publicznej KTEL, z czasem dojazdu od 1,5 godziny wzwyż, lub z sąsiedniego Koryntu pociąg podmiejski Proastiakos, z czasem dojazdu 60 minut, licząc do skrzyżowania z ateńską koleją miejską i metrem. Duże zespoły hotelarskie dysponują własnymi, stałymi przewozami do Aten. Nad samym brzegiem morza przebiega tzw. stara Ethniki Odos, czyli dawna droga krajowa z Koryntu do Elefsiny, z czasem przejazdu znacznie dłuższym, niż autostrada, wszakże ciekawa krajobrazowo. W Lutriaki działa wyższa uczelnia: Szkoła Oficerska Mechaników Wojskowych.

## Aji Teodori
Ta położona nad Zatoką Sarońską miejscowość jest miasteczkiem letniskowo-weekendowym dla Aten i lokalnym centrum produkcji rolnej. Połączenie z Atenami realizuje komunikacja autobusowa KTEL i położona poza miastem stacja kolei podmiejskiej Proastiakos. Tory prowadzone są aż na lotnisko Elefterios Wenizelos, pomiędzy pasmami autostrad Olympia Odos, następnie Attiki Odos.

## Przemysł
Na Wschód od Przesmyku Korynckiego, zauważalny dysonans rodzi duża rafineria ropy naftowej

## Walory turystyczne
Do oryginalnych, lokalnych, rodzinnych atrakcji turystycznych należą park zdrojowy w Lutraki, ze sztucznym wodospadem, opadającym na nadmorską promenadę, dwa mosty zwodzone przez Kanał Koryncki, widowiskowo opadające na dno i znów wynurzające się, zlokalizowane przy jego dwóch wylotach, przy czym ciekawszy widokowo jest wylot z kierunku Pireusu. Pionowo wykuty w skałach kanał podziwiany jest przez turystów także z kilku mostów drogowych. Organizowane są wycieczki małym statkiem, przez kanał i po akwenach przylegających, z przystani w Koryncie lub Lutraki. Poza okresem wakacyjnym, należy zasięgać informacji telefonicznej nt. dat, zmiennych godzin i portu wypłynięcia jednostek. Do tradycyjnie znanych, także poza granicami kraju, należy zespół miejski starożytnego Koryntu (Archea Korinthos) i górska, rozległa twierdza – aktualnie muzeum – wzniesiona nad morzem, wszakże o ok. 500 metrów powyżej jego poziomu – Akrokoryntos. Do mniej znanych, choć w starożytności równie sławnych obiektów, należą archeologiczne pozostałości Hereonu (świątyni Hery), z przyległym doń starożytnym uzdrowiskiem i rozległymi, kutymi w skale, podziemnymi kanałami. Hereon, niegdyś organizujący wypoczynek dla małżeństw, w starożytności stanowił alternatywę etyczną i ekonomiczną konkurencję, dla położonej po drugiej stronie tejże zatoki, na terenie obecnej twierdzy Akrokorynthos, antycznej świątyni Afrodyty, ze znaczną liczbą kapłanek, pełniących tam erotyczną posługę liturgiczną.
Gmina bywa korzystnie usytuowanym punktem wypadowym, na pobliski Peloponez (m.in. do Myken, Tirynsu, Nafplio, Eupidawros, czy bardziej odległych Mistry, Monemwasii, Mani, Olimpii), Rio-Andirio lub na kontynent do Aten, Osios Lukas, Delf, a na Zachodzie do Nafpaktos.